# Pan de oro

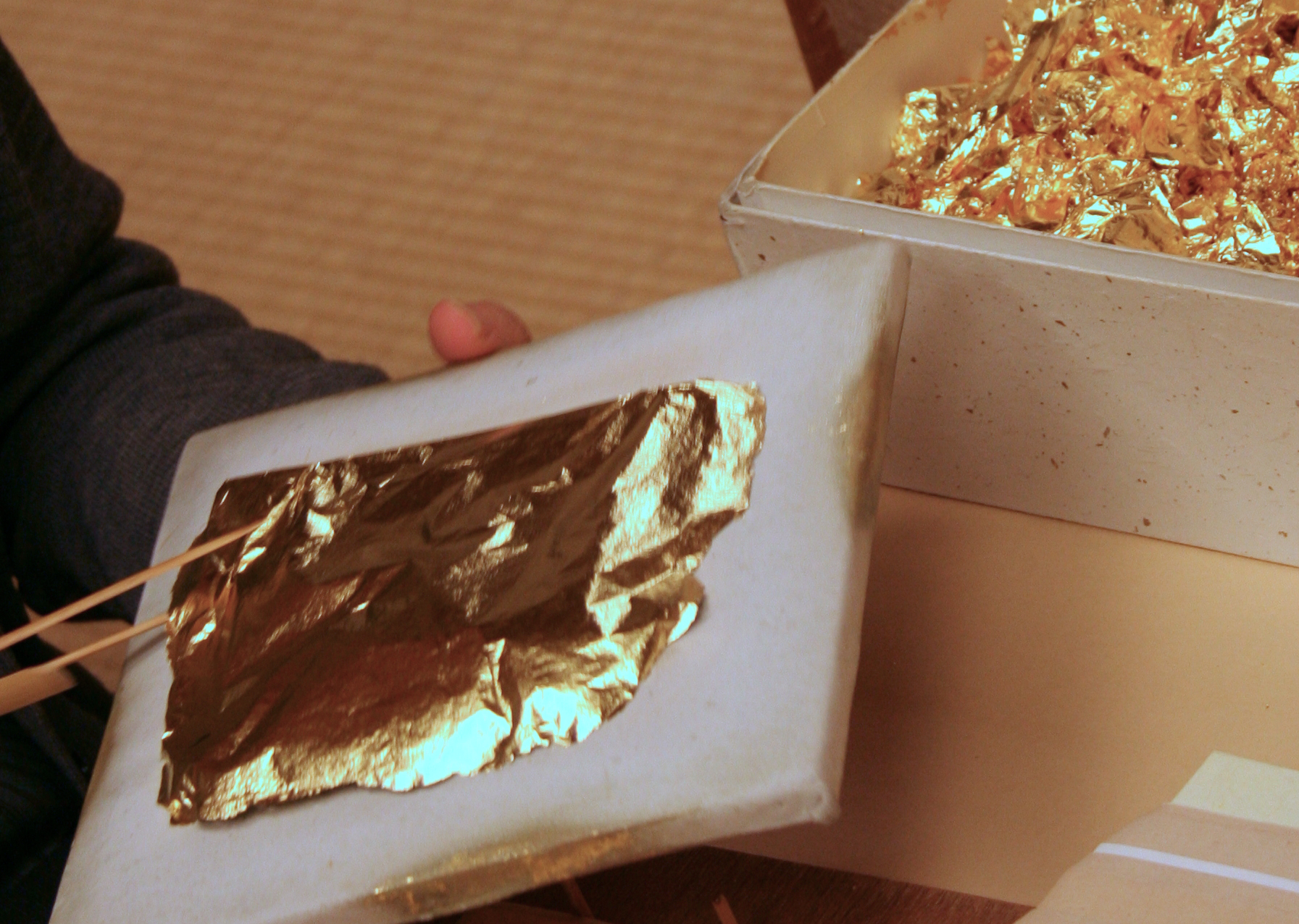
Una lámina de pan de oro.

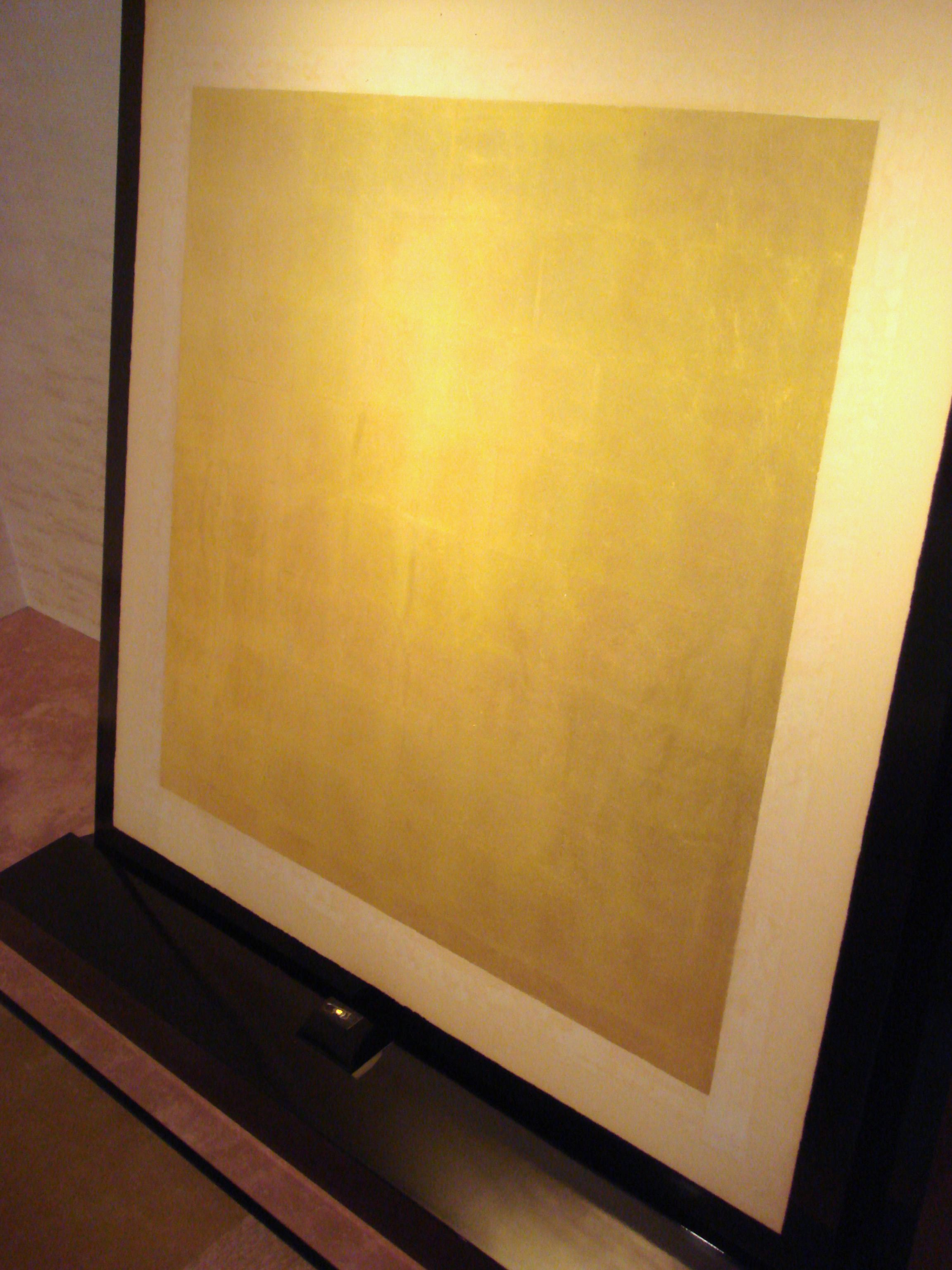
Una pepita de oro de 5 mm de diámetro (abajo) se puede ampliar mediante el martilleado en una lámina de oro de unos 0,5 metros cuadrados. Museo del oro de Toi, Japón.

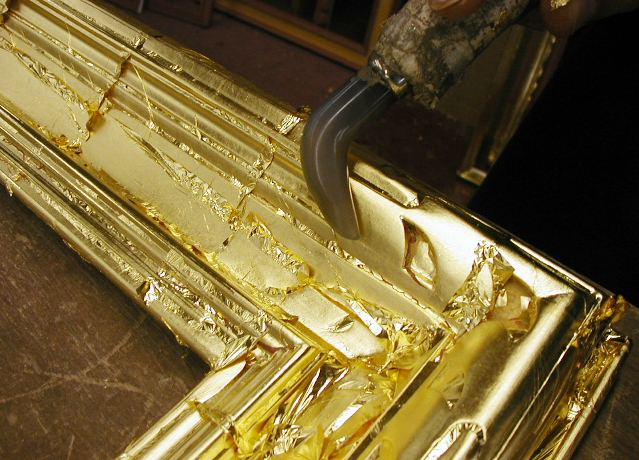
Bruñidor de ágata.

Se conoce como pan de oro la lámina muy fina de oro, fruto de un proceso llamado batido, fabricada de forma artesanal por el batihoja. Tradicionalmente se ha usado para decoración por medio del dorado sobre la superficie de diferentes objetos artísticos, por ejemplo en esculturas, iconos, retablos, orfebrería, mobiliario y superficies arquitectónicas, tanto en exteriores como en interiores. Además de las hojas de oro también existen de plata, cobre o aluminio, dependiendo de como se quiera el acabado final en dorado, plateado o azulado.
La mayor parte se fabrica en Alemania y en Italia; se presenta en librillos de 20 a 25 hojas, separadas por papel de seda y de una medida de 5 x 5 u 8 x 8 cm. Las láminas de pan de oro son extremadamente finas, y se obtienen a través del martillado de planchas de oro, o mediante la presión constante por medio de rodillos. Antiguamente los batihojas colocaban las planchas entre membranas de animales y las reducían con golpes de martillo hasta unos 0,006 mm.

## Tipos
Se puede encontrar en dos tipos:
- el llamado «oro fino» de 22 quilates en hojas de 5 x 5 u 8 x 8 cm La lámina de «pan de oro fino» se corta en una almohadilla de gamuza fina. El corte se realiza con un cuchillo especial de dorador de hoja ancha que sirve a la vez de pala para recoger el oro desde el librillo hasta la almohadilla; una vez cortado el oro a la medida necesaria, se eleva y traslada al objeto a dorar, por medio de un pincel plano de pelos de marta o similar.[2]

- el llamado «oro falso» que se presenta en hojas de 14 x 14 cm, con un grosor mayor y que aunque el aspecto es muy parecido se compone de un aleación de cobre, estaño o cinc.[3] Al ser más grueso es mucho más fácil de trabajar con él, incluso se puede agarrar y colocar con las manos. A diferencia del oro fino -hecho de oro verdadero- estas láminas tienden a sufrir los efectos de la corrosión de los metales que la componen, los cuales crean  pátinas y óxidos de diversos tonos diferentes al dorado; para evitar estos efectos, hace falta darle un acabado con un barniz transparente que lo aísle de la humedad.[4]

## Técnicas
La aplicación del pan de oro «al agua», ha de ser sobre una superficie preparada con una capa de yeso y cola de conejo; sobre esta primera bien lijada, se cubre con otras seis o siete capas de bol de Armenia, de color rojizo molido muy fino mezclado con cola de pescado, que se ha de pulir con un paño de algodón hasta conseguir una superficie totalmente lisa sin ninguna imperfección. Es entonces cuando se pueden ir aplicando las láminas de oro sobre una zona previamente humedecida con agua con un pincel y finalmente ha de bruñirse con una piedra de ágata para conseguir el brillo al oro. Esta operación ha de hacerse cuando el oro aún no esté totalmente seco.
Puede realizarse otra técnica llamada a la «sisa» o «mordiente»: Se usa con la imprimación de una capa del adhesivo llamado mixtión, se ha de esperar que adquiera el grado de sequedad justo para poder aplicar las hojas de pan de oro, este punto se sabe cuando arrastrando el dedo sobre la superficie se produce una especie de chirrido.